# Сі Джей Макколлум
Крістіан Джеймс "Сі Джей" Макколлум (англ. CJ McCollum, нар. 19 вересня 1991, Кантон, США) — американський професійний баскетболіст, атакувальний захисник команди НБА Нью-Орлінс Пеліканс. Протягом третього року в лізі у 2015–16 роках він був визнаний Найбільш прогресуючим гравцем НБА.
В студентські роки грав за Ліхай Маунтін Гокс та був названий Patriot League Player of the Year в 2010 та 2012 роках. Був обраний командою Портленд Трейл Блейзерс під 10-м загальним номером на драфті НБА 2013 року. У перші два роки в лізі він був резервістом, а з третього сезону став штатним "стартером" команди після зміни ігрової позиції на атакувального захисника.

## Шкільна кар'єра
Макколлум грав за команду старшої школи ГленОак у своєму рідному місті Кантон, штат Огайо. Будучи першокурсником у 2005 році, він був відносно низьким, маючи лише 5 футів 2 дюйми зросту; проте, не знеохочений, він продовжив грати за команду на різних позиціях, покладаючись на свій атлетизм. Сі Джей врешті-решт виграє від пізнього стрибка у зрості, набравши 5 дюймів до другого курсу і ще 4 дюйми до третього курсу старшої школи; цього виявилося достатньо, щоб потрапити на радари скаутів для набору в коледж. У своїй першій грі серед юніорів Макколлум здобув 54 очки, встановивши рекорди як школи, так і Старк Каунті.
Протягом навчання у старшій школі Макколлум працював над вдосконаленням свого кидка; успішні зусилля були відображені в 29,3 очка за гру, які він набирав у середньому за свій сезон старшокурсника. По закінченні навчання Сі Джей став найкращим снайпером в історії команди ГленОак, набравши 1405 очок, і був визнаний гравцем року Gatorade Огайо за свій фінальний сезон 2008–2009.

## Студентська кар'єра

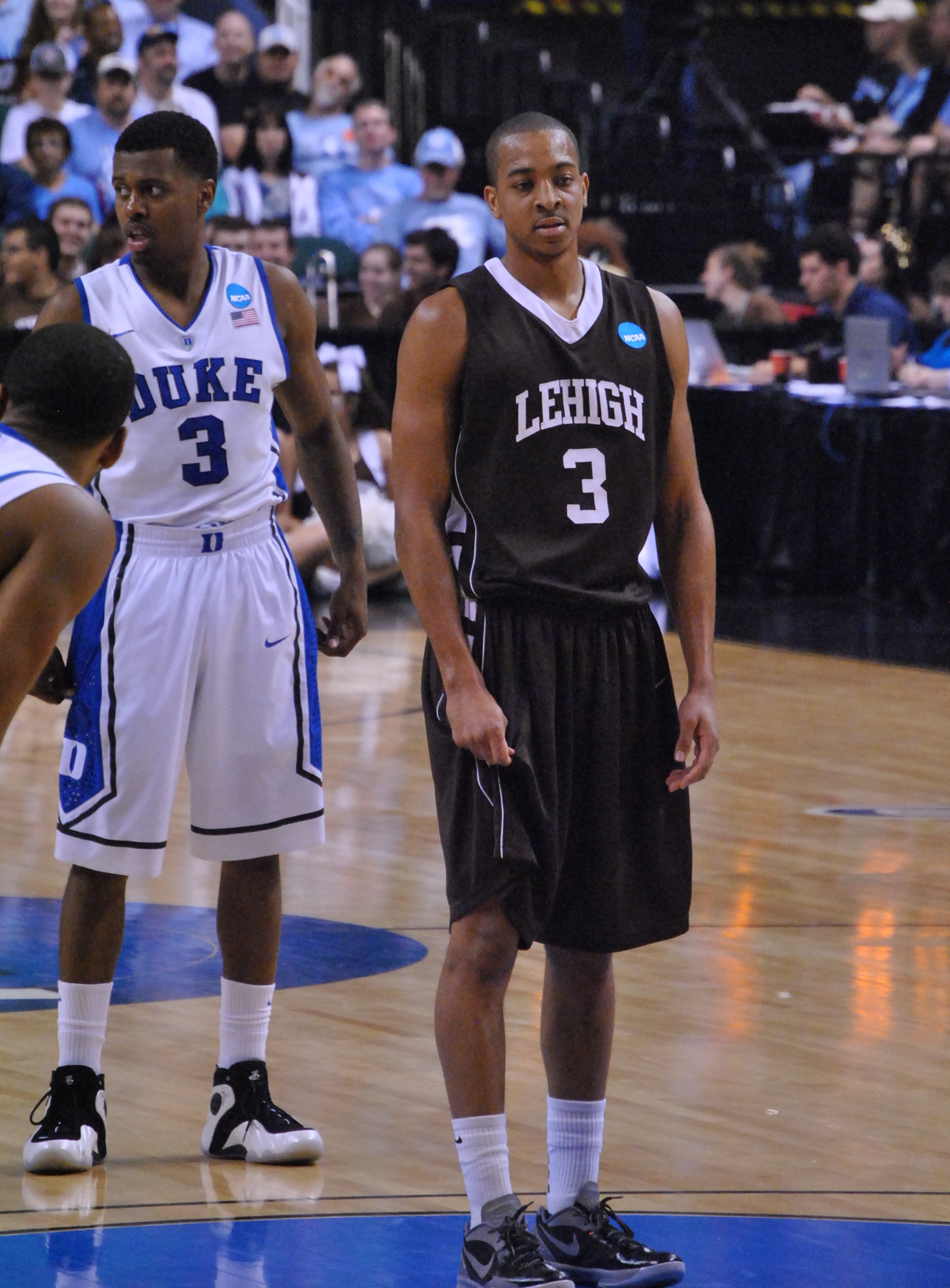
Макколлум у грі за "Ліхай" у 2012 році

Макколлум грав у приватній дослідницькій школі університету Ліхай протягом чотирьох сезонів. Із заявленим зростом у 6 футів 3 дюйми і вагою не більше 165 фунтів як першокурсник у 2009–10, він одразу справив позитивний вплив на гру "Маунтін Гокс". Він грав у 33 іграх, з них у 31 зі старту, і набирав у середньому 19,1 очка та 5 підбирань за гру, маючи 45,9% влучності з гри. Він був провідним бомбардиром-першокурсником у країні та першим гравцем в історії Patriot League, який був визнаний одночасно Гравцем року та Новачком року конференції. Крім того, він був удостоєний почесною відзнакою від Associated Press All-American. Макколлум вивів "Маунтін Гокс" на турнір NCAA 2010, де він набрав 26 очок, програвши в першому раунді найкращій сіяній команді Канзас Джейгокс.
У наступному сезоні 2010–2011 років, Сі Джей збільшив свої середні показники до 21,8 очка та 7,8 підбирань за гру. Він зіграв у 31 грі (всі - зі старту) і мав 39,9% влучності з гри. Відсоток його влучності з поля знизився, як і результати Ліхая, проте Сі Джей був визнаний другим (після Майка Мускали) в голосуванні за відзнаку Гравець року конференції, та потрапив до першої команди конференції.
У сезоні 2011–12 років, Сі Джей знову завоював звання Гравця року своєї конференції, а також втретє поспіль потрапив до Першої команди конференції за підсумками сезону. У 2012 році "Маунтін Гокс" перемогли команду Дюк Блу Девілс з рахунком 75–70, яка стала першою в історії перемогою команди на турнірі Першого дивізіону NCAA, у якій Макколлум набрав найвищі в кар'єрі 30 очок; також лише вшосте в історії турніру команда, сіяна під 15-м номером, перемогла команду, сіяну під 2-м.
За свої чотири роки в коледжі Сі Джей серйозно додав в розмірах тіла, і регулярно займався важкоатлетичними тренуваннями, завдяки чому додав 30 фунтів м’язової маси. Незважаючи на те, що він вже на третьому курсі фактично розглядався, як один з найвищих виборів на Драфті НБА, він вирішив закінчити останній рік навчання в коледжі, замість того, щоб швидше перейти до НБА; неперевершений студент журналістики, Макколлум написав статтю для Sporting News, де пояснив, чому він вирішив продовжувати свою освіту.
25 листопада 2012 року Сі Джей набрав 26 очок у перемозі над "Сакред Гарт" 91-77, випередивши Роба Фістера як найкращого бомбардира конференції. 5 січня 2013 року Макколлум зламав ліву ногу у грі проти Університету Співдружності Вірджинії, закінчивши сезон достроково. Він був фіналістом нагороди Senior CLASS Award 2012–13 років. Макколлум продовжив навчання в університеті Ліхай, отримавши ступінь бакалавра в галузі журналістики 20 травня 2013 року.

## Професійна кар'єра

### Портленд Трейл Блейзерс (2013 - дотепер)

#### Сезон 2013-14
Будучи першим гравцем, який коли-небудь прийшов у лігу з приватного учбового закладу (Ліхай), Макколлум був обраний під 10-м номером Драфті НБА 2013 року командою Портленд Трейл Блейзерс. Він підписав контракт із франшизою 11 липня, і зіграв за неї у Літній лізі НБА, набираючи в середньому 21 очко та 4 підбирання за гру.
Зібравшись на фотосесію по закінченню драфту, новачки 2013 року взяли участь в опитуванні від NBA.com, згідно з яким Макколлум був визнаний найбільш вірогідним Новачком року 2013–14 (разом з Віктором Оладіпо). Сі Джей пропустив перші шість тижнів регулярного сезону з травмою стопи. 1 січня 2014 року він був відправлений до команди "Айдахо Стампід" в Лізі розвитку. "Блейзерс" відкликали його 5 січня, а вже через три дні він дебютував у НБА, здобувши 4 очки у грі, в якій його команда обіграла Орландо Меджик 110–94. 8 лютого Макколлум записав найвищі в сезоні 19 очок у перемозі 117-110 над Міннесота Тімбервулвз.

#### Сезон 2014-15
27 жовтня 2014 року "Трейл Блейзерс" активували опцію команди на третій рік у контракті Макколлума, тим самим продовживши його до сезону 2015–16 включно. У другому сезоні в лізі він перебував на майданчику в середньому 15,7 хвилини за гру в 62 поєдинках, набираючи за цей час 6,8 очка, 1,5 підбирання та 1 передачу. В програній Мемфіс Гріззліс серії першого раунду плейофф НБА в 2015 році Сі Джей здобув найвищі на той час у його кар'єрі 33 очки за гру.

#### Сезон 2015-16
30 вересня 2015 року "Трейл Блейзерс" активували опцію команди на четвертий рік у контракті Макколлума на сезон 2016–17. Після від'їзду стартерів "Портленда" Олдріджа, Метьюза і Лопеса залишився лише зірковий розігруючий захисник Дем'єн Ліллард; таким чином Сі Джей був підвищений до стартового атакувального захисника та приєднатися до Лілларда у "беккорті" у сезоні 2015–16. Його хвилини на паркеті зросли до 34,8 за гру, і він стартував у всіх 80 іграх, в яких грав. За сезон він мав у середньому 20,8 очка, 3,2 підбирання та 4,3 передачі за гру. У відкритті сезону 28 жовтня Макколлум записав найвищі в кар’єрі 37 очок, набравши 22 з них за першу чверть, допомагаючи "Блейзерс" перемогти Нью Орлінс Пеліканс 112–94. Після травми, що вивела з гри Лілларда в кінці грудня, Сі Джей отримав роль основного розігруючого захисника. 27 грудня він набрав 35 очок, а також 11 підбирань та 9 передач у перемозі над Сакраменто Кінгз 98-94. Жоден гравець "Портленда" за останні 29 років фіксував цифри нарівні з майже трипл-даблом Макколлума (лише Клайд Дрекслер записував 34 очки, 11 підборів та 9 і більше передач в 5 випадках). 4 січня Сі Джей повернувся до своєї основної позиції атакуючого захисника, коли Ліллард знову став на ноги, повернувшись після травми. 12 лютого він був названий серед запрошених на Конкурс триочкових кидків Вікенду Усіх Зірок. 5 квітня він видав свою восьму гру в сезоні, де набирав 30 та більше очок, з Сакраменто 115–107. До кінця регулярного сезону Макколлум набирав у середньому 20,8 очок за гру, тоді як Ліллард здобував 25,1 очка, що зробило з них першу зв'язку захисників, в якій кожен оформлював 20 і більше очок за гру в історії "Трейл Блейзерс". Згодом Сі Джей отримав відзнаку Найбільш прогресуючий гравець НБА за свій проривний сезон 2015–16.
Макколлум допоміг "Блейзерс" здобути перемогу у серії першого раунду плей-офф над Лос-Анджелес Кліпперс з рахунком 4-2. Однак "Портленд" був битий (4-1) у серії другого раунду плейофф із Голден Стейт Ворріорз; хоч це був і програш 125–121, який закінчив пробіг "Трейл Блейзерс" в постсезоні, Макколлум провів свою третю 27-очкову гру плейофф в цьому поєдинку.

#### Сезон 2016-17
27 липня 2016 року Макколлум підписав чотирирічне продовження контракту з "Портлендом". Сі Джей стартував у всіх 80 іграх, у яких грав, і здобував у середньому 23 очки, а також 3,6 підбирання та стільки ж передач. У грі-відкритті сезону 25 жовтня він набрав 25 очок, та допоміг перемогти Юта Джаз 113–104. Лише через чотири дні він оформив 23 очки, 10 підбирань, 3 передачі, 3 перехоплення та найбільші 3 блокшоти в кар’єрі, у переможній грі "Портленда" з Денвер Наггетс 115–113 в овертаймі. У перемозі 6 листопада  над Мемфіс Гріззліс 100-94, він повторив власний статистичний кар'єрний рекорд, набравши 37 очок. 20 листопада Сі Джей набрав 33 очки та досяг найбільших в кар'єрі 6 влучних триочкових спроб у перемозі над Бруклін Нетс 129–109. 10 грудня він встановив новий максимум у кар'єрі із 7 влучними триочковими кидками,  і закінчив гру із 34 очками, програвши Індіана Пейсерз з рахунком 118-111. Він встановив ще один рекорд у кар'єрі за очками, набравши 43 1 січня під час перемоги над "Тімбервулвз" 95-89. У грі 13 січня, програній Орландо Меджик 115-109, Макколлум оформив 26 очок, та продовжив свою серію ігор із 25 і більше очками до 8-ми поспіль, що стала третьою за довжиною в історії "Блейзерс" (лише Джефф Пітрі з 11-ма іграми поспіль і Клайд Дрекслер з 9-ма мали кращий такий показник серед гравців "Трейл Блейзерс"). 7 лютого Сі Джей набрав 32 очки, два останні з яких після забігу з власної половини майданчика на станніх секундах гри, що забезпечили перемогу 114–113 над Даллас Маверікс із залишком часу до кінця 0.9 секунди. У перемозі над Денвером 122–113 28 березня Макколлум здобув 39 очок. "Блейзерс" завершили регулярний сезон із різницею 41-41 і вийшли у плей-офф під 8-м посівом.
16 квітня 2017 року "Портленд" програв 121–109 "Ворріорз" у першій грі серії плейофф першого раунду; тим не менше 41 очко Макколлума за гру стало найбільшим за кар'єру в постсезоні, і зробило його лише восьмим гравцем "Блейзерс" з набраними 40 і більше очками в плейофф.

#### Сезон 2017-18

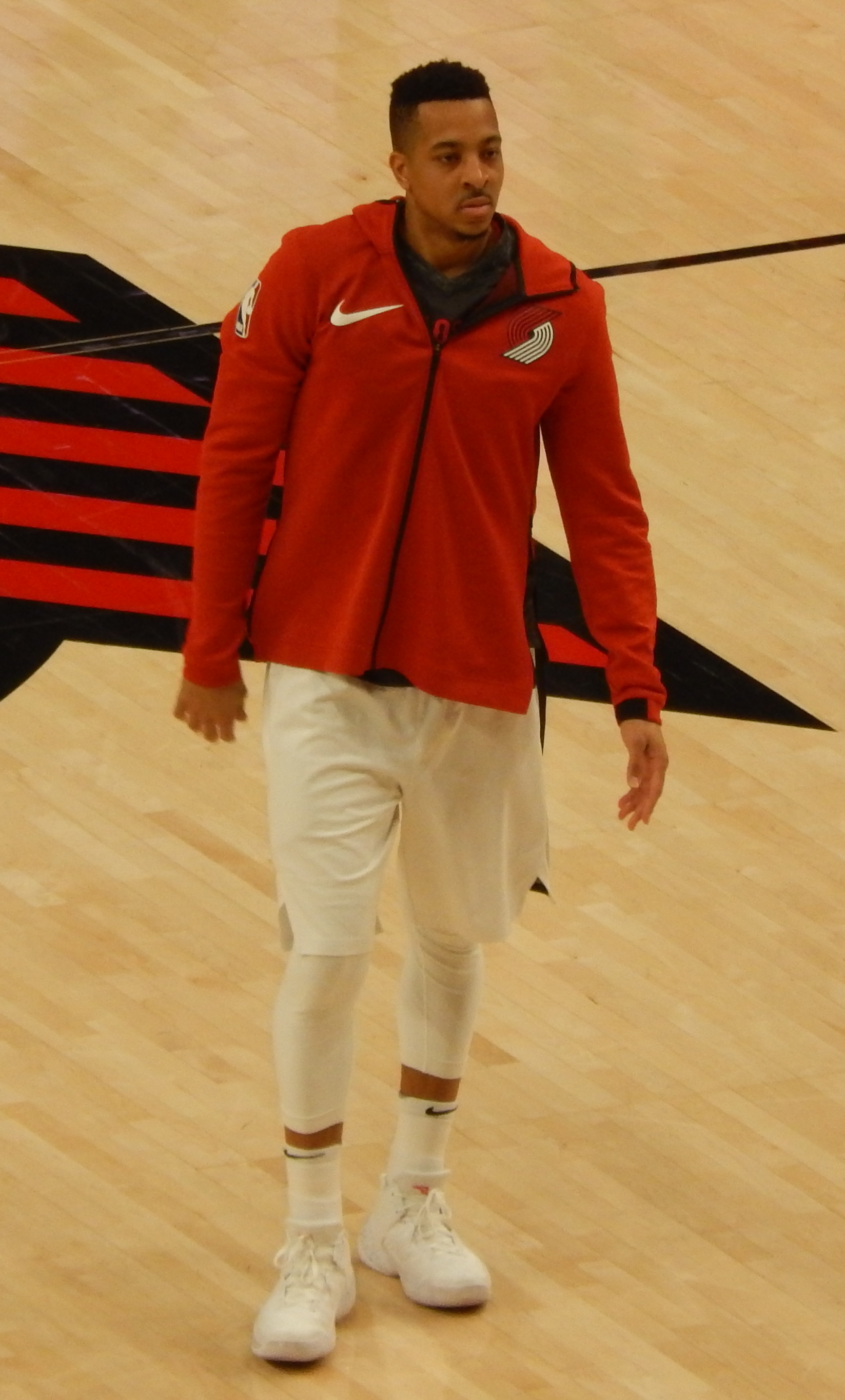
Сі Джей Макколлум з "Трейл Блейзерс" в березні 2018 року

Макколлум пропустив відкриття сезону 2017–18 через дискваліфікацію на одну гру, яка була призначена за те, що він одного разу покинув лаву запасних під час передсезонної гри. Сі Джей зіграв у 80 іграх і стартував у всіх, при цьому в середньому заробляв 21,4 очка, 4 підбирання та 3,4 передачі за гру. У своїй дебютні грі сезону 20 жовтня він набрав 28 очок при влучності 12 з 18 спроб з гри, у перемозі над Індіана Пейсерз 114–96. Він оформив 36 очок у поразці Мемфіс Гріззліс 98-97 7 листопада. 25 числа цього ж місяця Макколлум набрав 26 очок, набравши 7 із них поспіль в останній чверті, чим допоміг "Портленду" зробити ривок 10–0, подолати 17-очкове відставання в рахунку і перемогти Вашингтон Візардс 108–105. 1 січня, в перемозі над Чикаго Буллз 124–120, він набрав 25 із своїх 32-х очок після перерви, включаючи влучний постріл в овертаймі, за 56,5 секунди до кінця гри. У грі 31 січня, коли "Портленд" знову переміг "Буллз" 124–108, Макколлум лише в першій чверті набрав 28 очок самотужки, що стало рекордом франшизи, і лише за три чверті він здобув найбільші 50 очок у кар’єрі перед тим, як сісти на лаву запасних на четвертий період. Він доєднався до Дем'єна Лілларда, Деймона Стадемайра, Брендона Роя, Андре Міллера, Клайда Дрекслера та Джеффа Пітрі як гравців "Трейл Блейзерс", що набирали 50 і більше очок за гру. 28 березня Макколлум записав 42 очки в програші "Гріззліс" 108-103. У 4-й грі серії першого раунду плейофф "Трейл Блейзерс" проти Нью Орлінс Пеліканс Сі Джей набрав 38 очок, а його команда програла 131-123. Ця поразка завершила перебування "Портленд" в плейофф, та закінчила серію "свіпом" 4-0.

#### Сезон 2018-19
Протягом 70 ігор, стартуючи в усіх, Макколлум в середньому за сезон заробляв 21 очко, 4 підбирання та 3 передачі. 6 листопада 2018 року Сі Джей набрав 40 очок в перемозі над Мілвокі Бакс з рахунком 118–103. 12 грудня він найвищі в сезоні 40 очок в поразці 92-83 від Мемфіс Гріззліс. 23 грудня, у грі проти "Ворріорз", Макколлум посунув Деймона Стадемайра (717) з п'ятого місця у списку гравців "Блейзерс" з найбільшою кількістю влучних триочкових кидків. 30 грудня він перервав свою серію невдалих матчів, забивши 35 очок при влучності 13 з 18 пострілів з гри, вигравши у Філадельфія Севенті Сіксерс 129–95. 22 січня Сі Джей набрав 31 очко і забив 7 триочкових спроб, програвши Оклахома-Сіті Тандер 123–114, та випередив Ніколя Батума (751), ставши 4-м у списку гравців "Блейзерс" з найбільшою кількістю влучних триочкових кидків. 26 січня він оформив свій перший трипл-дабл у кар'єрі з 28 очками, 10 передачами та 10 підбираннями у перемозі над Атланта Гокс 120-111. 1 березня він набрав 35 очок та повторив власний кар'єрний рекорд, забивши 7 триочкових кидків, програвши Торонто Репторз 119–117. В кінці березня та на початку квітня Макколлум пропустив 10 матчів через травму лівого коліна. У грі 3 серії плейофф "Трейл Блейзерс" проти Денвер Наггетс Сі Джей повторив власний кар'єрний рекорд у постсезоні з 41 очком в перемозі 140–137 у чотириразовому овертаймі. У 6-й грі Макколлум набрав 30 очок у перемозі 119–108, допомагаючи "Блейзерс" звести серію проти "Наггетс" до нічиєї 3–3. У вирішальній грі 7 він набрав 37 очок, а команда перемогла 100–96, просунувшись до фіналу Західної конференції вперше з 2000 року. "Портленд" програв Фінал конференції в чотирьох іграх Голден Стейт Ворріорз.

#### Сезон 2019-20
21 листопада 2019 року Макколлум набрав найвищі в сезоні 37 очок, разом із 6 підбираннями та 10 передачами, програвши Мілвокі Бакс 137-129. 23 лютого 2020 року він перевершив цей здобуток, записавши 41 очко, 9 підбирань та 12 передач у перемозі над Детройт Пістонс 107-104. 2 березня Сі Джей повторив це досягнення, забивши 41 очко в перемозі над Орландо Меджик 130–107.

#### Сезон 2020-21
26 грудня 2020 року Макколлум набрав найвищі в сезоні 44 очки, разом із переможним триочковим кидком в кінці зустрічі з Г'юстон Рокетс, що завершилась з рахунком 128-126.

## Статистика виступів
| * | Лідер ліги |

### Регулярний сезон
| Сезон   | Команда  | GP  | GS  | MPG  | FG%  | 3P%  | FT%   | RPG | APG | SPG | BPG | PPG  |
| ------- | -------- | --- | --- | ---- | ---- | ---- | ----- | --- | --- | --- | --- | ---- |
| 2013–14 | Портленд | 38  | 0   | 12.5 | .416 | .375 | .676  | 1.3 | .7  | .4  | .1  | 5.3  |
| 2014–15 | Портленд | 62  | 3   | 15.7 | .436 | .396 | .699  | 1.5 | 1.0 | .7  | .1  | 6.8  |
| 2015–16 | Портленд | 80  | 80  | 34.8 | .448 | .417 | .827  | 3.2 | 4.3 | 1.2 | .3  | 20.8 |
| 2016–17 | Портленд | 80  | 80  | 35.0 | .480 | .421 | .912* | 3.6 | 3.6 | .9  | .5  | 23.0 |
| 2017–18 | Портленд | 81  | 81  | 36.1 | .443 | .397 | .836  | 4.0 | 3.4 | 1.0 | .4  | 21.4 |
| 2018–19 | Портленд | 70  | 70  | 33.9 | .459 | .375 | .828  | 4.0 | 3.0 | .8  | .4  | 21.0 |
| 2019–20 | Портленд | 70  | 70  | 36.5 | .451 | .379 | .757  | 4.2 | 4.4 | .8  | .6  | 22.2 |
| 2020–21 | Портленд | 47  | 47  | 34.0 | .458 | .402 | .812  | 3.9 | 4.7 | .9  | .4  | 23.1 |
| Кар'єра | Кар'єра  | 528 | 431 | 31.2 | .455 | .398 | .826  | 3.4 | 3.3 | .9  | .4  | 18.9 |

### Плей-оф
| Сезон   | Команда  | GP | GS | MPG  | FG%  | 3P%  | FT%   | RPG | APG | SPG | BPG | PPG  |
| ------- | -------- | -- | -- | ---- | ---- | ---- | ----- | --- | --- | --- | --- | ---- |
| 2014    | Портленд | 6  | 0  | 4.0  | .091 | .000 | 1.000 | .2  | .0  | .0  | .0  | .7   |
| 2015    | Портленд | 5  | 1  | 33.2 | .478 | .478 | .769  | 4.0 | .4  | 1.2 | .2  | 17.0 |
| 2016    | Портленд | 11 | 11 | 40.2 | .426 | .345 | .804  | 3.6 | 3.3 | .9  | .5  | 20.5 |
| 2017    | Портленд | 4  | 4  | 35.0 | .400 | .500 | .938  | 6.0 | 1.0 | 1.0 | .5  | 22.5 |
| 2018    | Портленд | 4  | 4  | 38.8 | .519 | .423 | .769  | 2.0 | 3.5 | 1.3 | .3  | 25.3 |
| 2019    | Портленд | 16 | 16 | 39.7 | .440 | .393 | .732  | 5.0 | 3.7 | .8  | .6  | 24.7 |
| 2020    | Портленд | 5  | 5  | 39.2 | .444 | .371 | .682  | 5.8 | 3.2 | 1.2 | .4  | 23.2 |
| 2021    | Портленд | 6  | 6  | 40.0 | .439 | .333 | .769  | 6.0 | 4.3 | .3  | .7  | 20.7 |
| Кар'єра | Кар'єра  | 57 | 47 | 35.1 | .439 | .384 | .773  | 4.2 | 2.8 | .8  | .4  | 20.0 |

## Подкаст
Макколлум проводить власний щотижневий подкаст Pull Up with CJ McCollum, який випускає Cadence13. Його співведучим є аналітик ESPN Джордан Шульц. У своєму будинку Макколлум має студію подкастів, і він возить із собою портативне звукозаписувальне обладнання, коли він не вдома. Гостями шоу стали Кевін Дюрант і Кармело Ентоні. В березні 2020 року Макколлум записував епізод подкасту, коли отримав новину про те, що НБА зупиняє сезон 2020 через пандемію COVID-19.

## Особисте життя
Старший брат Макколлума, Ерік, також є професійним баскетболістом. Поза майданчиком Сі Джей давно зацікавився журналістикою. Таким чином, він писав статті про НБА для різних ЗМІ; в одному зі своїх видань він взяв інтерв'ю у комісіонера ліги Адама Сільвера.
МакКоллум відомий у своїй громаді як радіоведучий та меценат. У 2016 році він відкрив CJ McCollum Dream Center, що є інноваційною навчальною кімнатою в Blazers Boys & Girls Club, обладнаною новими комп’ютерами, книгами, творами мистецтва та інструментами для навчання. Центр має на меті забезпечити безпечний та надихаючий простір для молоді, яка не має достатніх можливостей для навчання, дослідження, створення та зростання. Сі Джей також допомагає розвивати інтерес місцевої молоді до журналістіики за допомогою ініціативи, що називається Press Pass CJ; він надає зацікавленим журналістам доступ до прес-конференцій після ігор, та можливість відвідувати заходи з ним, отримувати персональне наставництво від представників засобів масової інформації та публікувати їхні роботи.
Макколлум - виний ентузіаст. Під час проведення Бульбашки НБА 2020 він приніс із собою 84 пляшки і підтримував температуру в готельному номері у 50 градусів за Фаренгейтом, щоб захистити їх. У нього є власна торгова марка McCollum Heritage 91, названа на честь вулиці, на якій він виріс, та року народження.